# Paul Janson
Pour les articles homonymes, voir Janson.
 (décembre 2015).
Paul Janson (Herstal, 11 avril 1840 — Bruxelles, 19 avril 1913) est une personnalité politique libérale belge.

## Biographie
Né à Herstal, Janson étudie la philosophie et les lettres (doctorat obtenu en 1859) et le Droit (doctorat obtenu en 1862) à l’Université libre de Bruxelles. Il est un brillant avocat, plaidant et remportant de nombreux procès. Son premier grand triomphe a lieu lors de l'affaire De Buck, concernant des captations de testament, qui reflètent l'animosité entre les partis catholique et libéral et qui donne lieu à un procès de la Cour d'assises du Brabant, dont il s'occupe en mai 1864, alors qu'il est encore stagiaire de deuxième année.
Il manifesta très tôt un fort soutien aux réformes électorales ainsi qu’à la branche progressiste libérale. Janson fut élu à la Chambre pour le Parti libéral en 1877, ne fut pas réélu en 1884, et devint conseiller communal de Bruxelles. Réélu en 1889, il a continué à militer pour le suffrage universel, fondé la « Fédération progressiste », aile progressiste du mouvement libéral belge.
En 1894, soit dix ans après une défaite libérale, le parti essuie à nouveau un échec électoral, Paul Janson perdit son siège à la Chambre. Repêché grâce à l'intervention de Paul Hymans en 1900, il regagne une place auprès des libéraux modérés et son siège à la Chambre jusqu’à sa mort. Il plaide pour une diminution des heures de travail. Ses liens politiques étroits permettent que sous son influence, une alliance avec les socialistes est formée en 1912 afin de gagner les élections prévues face au parti catholique. Le cartel échoue, et les catholiques obtiennent la majorité absolue. Vers la fin de sa carrière, il favorise la coopération avec le Parti socialiste ; homme d’État sans jamais avoir siégé au gouvernement, il est nommé Ministre d'État honoraire le 14 août 1912.
Il est initié en franc-maçonnerie en 1878 au sein de la loge « Les Vrais Amis de l'union et du progrès réunis », loge maçonnique dont il est vénérable maitre de 1888 à 1892
Paul Janson veut instaurer l’instruction scolaire obligatoire et gratuite, le service militaire et le suffrage universel. Après la mort en 1913 de Paul Janson, Paul Hymans poursuit cet engagement. Ce combat se solde par une mise en place à partir de 1919, et le premier vote à suffrage universel eut lieu en 1921.

## Famille
Sa soeur Emilie Janson épouse Louis Huysmans (1844-1915 ), avocat (défenseur avec son neveu Paul-Émile Janson dans la retentissante affaire du meurtre du diplomate Ernesto Balmaceda en 1907), bâtonnier (1891-1893), député du Parti libéral à la Chambre des représentants, et ministre d'État (1912) .
Il est le père - de Paul-Émile Janson, initié en franc-maçonnerie dans la même loge que lui, deux fois ministre libéral, qui sera arrêté à Nice en 1943 et déporté à Buchenwald où il meurt en 1944 ;  - et de Marie Janson, première femme politique belge à devenir membre du Sénat belge.

## Postérité
Plusieurs places, rues et lieux portent son nom en Belgique dont trois en Région bruxelloise : à Saint-Gilles, la place de la Belle Alliance ou place de la Barrière est renommée place Paul Janson. Située à l’intersection de la chaussée de Charleroi et des rues Moris, de la Victoire, Defacqz et de l'Aqueduc, cette place s’apparente plutôt à un carrefour qu’à une place. Il y a aussi une avenue Paul Janson à Anderlecht et une rue Paul Janson à Laeken (Mutsaard) ainsi qu'à La Louvière.